# Informacja handlowa
Informacja handlowa – każda forma informacji mającej na celu promowanie, bezpośrednio lub pośrednio, towarów, usług lub wizerunku przedsiębiorstwa, organizacji lub osoby prowadzącej działalność handlową, przemysłową lub rzemieślniczą albo osoby wykonującej zawód regulowany.
Następujące informacje same w sobie nie stanowią informacji handlowych:
- informacje umożliwiające bezpośredni dostęp do działalności przedsiębiorstwa, organizacji lub osoby, w szczególności nazwa domeny internetowej lub adres poczty elektronicznej;
- informacje odnoszące się do towarów, usług lub wizerunku przedsiębiorstwa, organizacji lub osoby, opracowywane w sposób niezależny, w szczególności jeżeli są one udzielane bez wynagrodzenia[1].

## W Polsce
W polskim prawie termin ten zdefiniowany jest w ustawie dnia 18 lipca 2002 roku o świadczeniu usług drogą elektroniczną:
Informacja handlowa to każda informacja przeznaczona bezpośrednio lub pośrednio do promowania towarów, usług lub wizerunku przedsiębiorcy lub osoby wykonującej zawód, której prawo do wykonywania zawodu jest uzależnione od spełnienia wymagań określonych w odrębnych ustawach, z wyłączeniem informacji umożliwiającej porozumiewanie się za pomocą środków komunikacji elektronicznej z określoną osobą oraz informacji o towarach i usługach niesłużącej osiągnięciu efektu handlowego pożądanego przez podmiot, który zleca jej rozpowszechnianie, w szczególności bez wynagrodzenia lub innych korzyści od producentów, sprzedawców i świadczących usługi.